# Christkönigkirche (Lüderitz)
Die Christkönigkirche (englisch Christ the King Church) ist eine der beiden römisch-katholischen Kirchen der Pfarrgemeinde Lüderitz in der gleichnamigen Stadt im Bistum Keetmanshoop in Namibia. 
Die römisch-katholische Mission in Lüderitz wurde von Pater Johannes Hetzenecker OSFS 1910 begonnen. Er stand der örtlichen Gemeinde 16 Jahre vor. Bis 1925 wurde eine kleine Kapelle genutzt, die in diesem Jahr um zwei Räume erweitert wurde. Ab 1927 übernahm Josef Grünbeck OSFS, der auch für Kolmannskuppe, Charlottental, Elisabethbucht und Pomona zuständig war. In den beiden deutschsprachigen Schulen in Lüderitz und Kolmannskuppe wurde ebenfalls katholischer Religionsunterricht angeboten.
Der Bau des Konvents begann am 10. April 1929. Hierfür zeichnete Ordensbruder Hugo Honzak OSFS als Architekt verantwortlich. Am 27. Oktober 1929 wurde die Kapelle geweiht. 1949 wurde die endgültige Christkönigkirche errichtet und an Ostern 1950 von Bischof Francis Xavier Esser geweiht.
Die Kirche wurde ab 1958 weitestgehend durch die Peter-und-Paul-Kirche ersetzt.